# 高唐镇
高唐镇是中国福建省三明市将乐县下辖的一个镇。

## 行政区划
高唐镇共辖12个行政村，分别是：
高唐村、常口村、会石村、赖地村、邓坊村、楼杉村、班州村、常源村、高山坊村、元坪村、上坊村、陈坊村。